# SPOT卫星

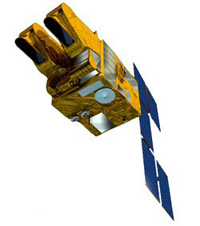
Spot 5卫星。

SPOT卫星（法語：Satellite pour l’observation de la Terre）是法国发射的一种地球观测卫星。卫星由Spot Image公司负责运营。从1986年起一共发射了6颗SPOT卫星。卫星在太阳同步轨道运行，周期为26天。